# Pojénytanya
Pojénytanya románul: Poieni, falu Romániában, Erdélyben, Hunyad megyében.

## Fekvése
Ósebeshely (Sibişel) mellett fekvő település.

## Története
Polyénytanya románul: Poieni, korábban Ósebeshely (Sibişel) része volt. 1956-ban vált külön településsé 52 lakossal.
1966-ban 58, 1977-ben 61, 1992-ben 46 román lakosa volt.